# Café Europe
Café Europe, Café d'Europe або Café Europa була культурною ініціативою Австрії під час головування в Європейському Союзі, що відбулася на День Європи (9 травня 2006 року) в 27 кав'ярнях тодішніх 25 держав-членів ЄС і двох країнах, які приєдналися до Союзу в 2007 році. Відень, столиця Австрії, добре відома своєю довгою і яскравою культурою кафе, яка датується першим запровадженням кави до Європи в результаті воєн з Османською імперією в XVI-XVII століттях.

## Солодка Європа
Ініціатива включала презентацію, яка була названа Солодка Європа з типовими солодощами та печивом з кожної країни.
| Австрія         | Бабка                                 |
| Бельгія         | Вафлі                                 |
| Болгарія        | Sweet rice with milk (мляко с ориз)   |
| Кіпр            | Баклава (μπακλαβάς)                   |
| Чехія           | Колач                                 |
| Данія           | Датська випічка (Wienerbrød)          |
| Естонія         | Вівсяне печиво (Kaerahelbeküpsised)   |
| Фінляндія       | Семла (Semla)                         |
| Франція         | Мадлен                                |
| Німеччина       | Штрейзелькухен                        |
| Греція          | Василопіта (Βασιλόπιτα)               |
| Угорщина        | Добош                                 |
| Ірландія        | Скон                                  |
| Італія          | Тирамісу                              |
| Латвія          | Rupjmaizes kārtojums (Рисовий трайфл) |
| Литва           | Шакотіс                               |
| Люксембург      | Яблучний пиріг                        |
| Мальта          | Ім'ярет                               |
| Нідерланди      | Tompouce                              |
| Польща          | Мазурки                               |
| Португалія      | Паштел-де-ната                        |
| Румунія         | Козонак                               |
| Словаччина      | Горіховий струдель (orechovy zavin)   |
| Словенія        | Прекмурська гибаниця                  |
| Іспанія         | Торт Сантьяго                         |
| Швеція          | Булочка з корицею                     |
| Велика Британія | Пісочне печиво (shortbread)           |